# Tibia
Tibia – gra komputerowa z gatunku MMORPG, stworzona przez czterech niemieckich studentów informatyki (Stephan Börzsönyi, Guido Lübke, Ulrich Schlott i Stephan Vogler), dystrybuowana przez niemiecką firmę CipSoft. Pierwsza wersja Tibii została wydana 7 stycznia 1997.
Tibia jest oparta na dwuwymiarowej grafice. Od dnia premiery do 27 września 2022, czyli przez ponad 25 lat pozbawiona była jakichkolwiek dźwięków. Uczestnictwo w grze jest bezpłatne, jednakże CipSoft oferuje ulepszanie kont do statusu konta premium odblokowującego wiele dodatkowych map i opcji.
W Polsce gra stała się tematem reportażu prasowego na temat uzależnienia od gier i internetu.
Gra największą popularność zdobyła w Europie i Ameryce Południowej. 60% zarejestrowanych kont w 2009 roku stanowiły konta z Brazylii i Polski. Trzy pozostałe kraje, z których pochodzi pokaźna liczba graczy to Meksyk, Szwecja i Stany Zjednoczone.

## Rozgrywka
Gra polega na sterowaniu postacią podróżującą po świecie o nazwie Tibia. Rozgrywka polega na trenowaniu i szlifowaniu umiejętności swojego bohatera poprzez polowanie na różne stwory za pomocą broni i zaklęć. Innym celem jest zbieranie przeróżnych rzeczy i sprzedawania ich z łupów po pokonanych wrogach oraz z nagród za wykonanie zadań. Interakcja między graczami jest realizowana poprzez rozmowy, handel, wspólne wyprawy bojowe oraz przynależność do gildii.
Na większości serwerów jest także możliwa walka pomiędzy postaciami (tzw. PvP). Niektóre serwery nie dopuszczają zaatakowania innego gracza (tzw. Optional – PvP). Serwery Hardcore – PvP umożliwiają zabijanie postaci bez żadnych ograniczeń i kar oraz kiedyś dodawały 10% punktów doświadczenia, które straciła zabita postać, jeśli była na wyższym poziomie, jednak z uwagi na szybkie zdobywanie doświadczenia niskopoziomowych graczy na postaciach, które celowo dawały się zabijać, zostało to wycofane.

## Produkcja
Pierwsza wersja gry, o numerze 1.0, pojawiła się 7 stycznia 1997 roku. Klienta w wersji beta, o oznaczeniu 6.0, wprowadzono 3 listopada 2000 roku, natomiast kolejną (niebędącą już w fazie beta-testów) wersję – 7.0 – wydano 28 sierpnia 2002. Od tego momentu aż do 2016 roku opierano się na tym samym oprogramowaniu. Na przełomie wersji 7.92/8.0 Tibia osiągnęła szczyt swojej popularności notując rekord zalogowanych graczy – 64028 osób (28 listopada 2007 roku).
W 2010 roku ukazała się wersja gry przeznaczona na platformę iOS – Tibia Micro Edition. Dwa lata później wydano wersję na Androida.
13 września 2016 roku został opublikowany nowy klient gry oznaczony numerem 11. Został stworzony od zera dzięki czemu przyszły rozwój stał się łatwiejszy i mniej skomplikowany dla programistów. Zapewnia on nowe funkcje znane już wcześniej z wersji przeglądarkowej jak i te stare z podstawowego klienta.
16 maja 2017 roku został wydany klient gry (w wersji 11) dla graczy z systemami macOS.

## Konto premium i mikropłatności
PACC (ang. premium account) może zakupić każdy, kto posiada podstawowe konto w grze. Dzięki temu zyskuje nowe funkcje takie jak: dostęp do nowych terenów i system transportu morskiego, brak kolejek logowania, większy asortyment czarów, ulepszenie przyspieszające regenerację, niektórych parametrów postaci, dodatkowa wytrzymałość zwiększająca otrzymywane punkty doświadczenia o 50%, możliwość treningu offline, najmu mieszkań, zakładania gildii czy wystawiania ofert na rynku oraz wiele innych.
Oprócz tego wprowadzono Tibia Coins, za które można dokonać zakupu wierzchowców, strojów postaci, mikstur i run, ozdób do domu, możliwość zmiany nazwy czy płci gracza oraz kilku ulepszaczy i bonusów.

## System stron fanowskich
Twórcy gry oferują wsparcie dla fanów, którzy postanowili prowadzić strony poświęcone ich grze. Oprócz reklamy na stronie Tibia.com dają możliwość przeprowadzania wywiadów z pracownikami firmy, oferują bezpłatne konta premium dla załogi serwisu, dostarczają szczegółów na temat nadchodzących aktualizacji oraz zachęcają do przeprowadzenia konkursu na wprowadzenie przedmiotu fanowskiego do gry. Te są później wykorzystywane przy różnego rodzaju konkursach. Podstawowe strony uzyskują status Supported Fansite, natomiast te aktualizowane na bieżąco i tworzące unikatowe treści mogą poszczycić się statusem Promoted Fansite.

## Open Tibia
Open Tibia (lub OTS) to prywatne projekty bazujące na kodzie źródłowym Tibii. Program objęty jest licencją GPL, a kod źródłowy można pobrać z GitHuba. Projekty nie są oficjalnie wspierane przez producenta gry. Pozwalają na tworzenie własnych światów (map) za pomocą specjalnego edytora. Możliwa jest również zmiana elementów rozgrywki, np. zachowania potworów, współczynnika zdobywanego doświadczenia czy dialogów pomiędzy graczem a NPC.